# قورباغه جگنی والوم
قورباغه جگنی والوم (نام علمی: Litoria olongburensis) نام یک گونه از سرده قورباغه درختی استرالیایی است.